# Rolf Jahncke

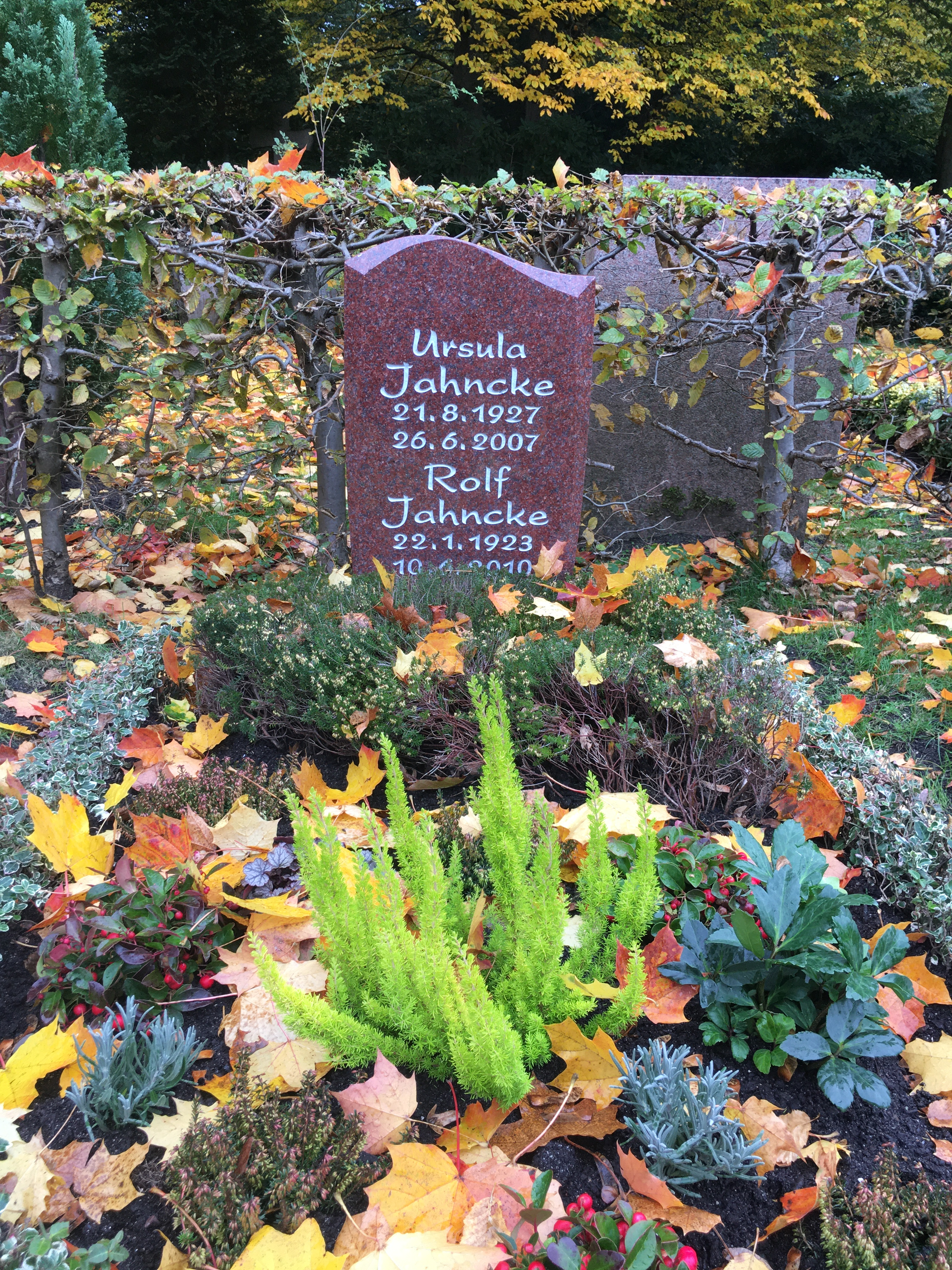
Grabstätte Rolf Jahncke auf dem Friedhof Ohlsdorf

Rolf Jahncke (* 22. Januar 1923 in Hamburg; † 10. Juni 2010 ebenda) war ein deutscher Schauspieler, Regisseur und Autor.

## Leben
Jahncke legte 1941 das Abitur ab und war bei Kriegsende Leutnant der Luftwaffe. Er nahm nach dem Krieg Schauspielunterricht und erhielt 1946 sein erstes Engagement am Stadttheater Villingen. Weitere Stationen waren die Staatstheater Stuttgart und Kassel. Seit 1964 spielte er in Hamburg an fast allen großen Theatern. Insgesamt interpretierte er über 100 Rollen in Fernsehspielen und Filmen. Selbst leitete er viele Inszenierungen und war Autor der Bücher Gran Canaria, mehr als Sonne, Strand und Wasser, Einfach lachhaft, Sprechtechnik und Redekunst und Kennen Sie mich etwa? – autobiographisches Theaterbuch. Jahncke übernahm auch viele Sprechrollen in Hörspielproduktionen. Als Synchronsprecher lieh er zahlreichen Kollegen seine Stimme in mehr als 20 Folgen der Westernserie Bonanza. Am 12. Juni 1987 erhielt er das Bundesverdienstkreuz am Bande.
Rolf Jahncke war langjähriges Vorstandsmitglied in der Berufsgruppe Film Fernsehen (BFF) und Ehrenmitglied der Nachfolgeorganisation Bundesverband der Film- und Fernsehschauspieler BFFS. Im Alter von 87 Jahren verstarb Rolf Jahncke nach kurzer schwerer Krankheit in seiner Heimatstadt Hamburg und wurde auf dem Friedhof Ohlsdorf im Planquadrat AE 38 nördlich von Kapelle 9 beigesetzt.

## Filmografie (Auswahl)
- 1943: Großstadtmelodie
- 1961: Sansibar
- 1962: Komische Geschichten mit Georg Thomalla – Der Lift
- 1963: Fernfahrer – B 210 gesperrt
- 1964: Fernfahrer – Der Fahrertest
- 1965: Schüsse aus dem Geigenkasten
- 1965: Das Feuerzeichen
- 1965: John Klings Abenteuer – Blüten
- 1966: S.O.S. – Morro Castle
- 1966: Cliff Dexter – Der Köder
- 1966: Hafenpolizei – Die Pokerpartie
- 1967: Der Mörderclub von Brooklyn
- 1968: Feldwebel Schmid
- 1968: Polizeirevier 21
- 1969: In guten wie in bösen Tagen
- 1969: Die Brücke von Remagen (The Bridge at Remagen)
- 1969: Zieh den Stecker raus, das Wasser kocht (Fernsehfilm)
- 1969: Die Kuba-Krise 1962
- 1969: Ein Jahr ohne Sonntag
- 1970: Polizeifunk ruft – Gefährliche Begegnung
- 1970: Aus dem Alltag in der DDR – Zweiter Versuch einer Rekonstruktion nach Berichten und Dialogen
- 1970: Liebling, sei nicht albern!
- 1970: Die Kriminalnovelle – Armer Mr. Wellmann
- 1971: Hamburg Transit – Ein Zahn zuviel
- 1971: Percy Stuart – Ein Teppich aus Kopenhagen
- 1973: Kleinstadtbahnhof – Versetzt
- 1974: Im Auftrag von Madame – Tip aus der Unterwelt
- 1981: Der Fuchs von Övelgönne – Lotse im Nebel
- 1986: Finkenwerder Geschichten